# Pete's Dragon (2016)
Pete's Dragon (bra: Meu Amigo, o Dragão; prt: A Lenda do Dragão) é um  filme de aventura e fantasia, dirigido por David Lowery e escrito por Toby Halbrooks e David Lowery, baseado no conto de S.S. Field e Seton I. Miller, sendo um remake do filme Pete's Dragon de 1977. O elenco do filme é composto por Oakes Fegley, Craig Hall, Oona Laurence, Robert Redford, Bryce Dallas Howard e Karl Urban. Foi lançado em 11 de agosto de 2016 em Portugal, 12 de agosto de 2016 nos Estados Unidos,  e 29 de setembro de 2016 no Brasil.
O filme recebeu críticas positivas dos críticos e arrecadou US$ 143,7 milhões em todo o mundo contra um orçamento de produção de US$ 65 milhões.

## Elenco
- Oakes Fegley como Pete
  - Craig Hall como Pete (41 anos)
  - Levi Alexander como Pete (5 anos)
- Oona Laurence como Natalie
- Bryce Dallas Howard como Grace
- Robert Redford como Pai de Grace
- Wes Bentley como Jack
- Karl Urban como Gavin

## Produção
Em março de 2013, a Disney anunciou um reboot de Pete's Dragon de 1977, a ser escrito por David Lowery e Toby Halbrooks do hit Sundance hit Ain’t Them Bodies Saints. Ele vai reinventar a história central de um filme venerável da família Disney e não seria um musical. A fotografia principal começou em janeiro de 2015 na Nova Zelândia, com Lowery dirigindo.  Em 2 de outubro, Barrie M. Osborne foi definido para produzir o filme. Pete's Dragon foi filmado em live-action usando câmeras Panavision Panaflex. O dragão animado, Elliot também será inteiramente animado em CGI em vez da animação desenhada à mão.
Em 19 de setembro de 2014, a Disney escolheu Oakes Fegley e Oona Laurence para estrelar como Pete e Natalie. Em 16 de outubro, Robert Redford estava em negociações adiantadas para estrelar um contador de histórias local, envolvendo dragões que ninguém acredita. Em 20 de novembro, Bryce Dallas Howard estava em negociações para o papel feminino principal, para estrelar uma guarda florestal que encontra o menino e não acreditava em suas histórias sobre um dragão. Em 07 de janeiro de 2015, Wes Bentley se juntou ao elenco do filme. Em 9 de janeiro, Michael C. Hall também foi adicionada ao elenco. Em 29 de janeiro, Karl Urban substituiu Hall para se juntar ao elenco por seu papel.
Os ensaios começaram no início de janeiro de 2015 , enquanto algumas notícias informaram em 26 de janeiro de 2015 o início das filmagens, que iria durar até abril. Os locais de filmagem incluem Bay of Plenty, Wellington e Canterbury, enquanto CGI foi feito no Stone Street Studios. Mais tarde, em 10 de fevereiro de 2015, um comunicado de imprensa confirmou que as filmagens haviam começado na Nova Zelândia. A rodagem estava acontecendo em torno de Wellington, que se destinava para mover a área posterior Rotorua, e em seguida, para Tapanui Invercargill. As filmagens foram concluídas em 30 de abril de 2015.